# خرجة تونس
الخرجة هو موكب ديني وتقليدي تونسي يعود لأكثر من ثلاثمائة سنة مصاحب بنغمات البندير وروائح البخور والغناء الصوفي.

## أشهرها
خرجة سيدي محرز
خرجة سيدي الجيلاني

خرجة سيدي بالحسن الشادلي

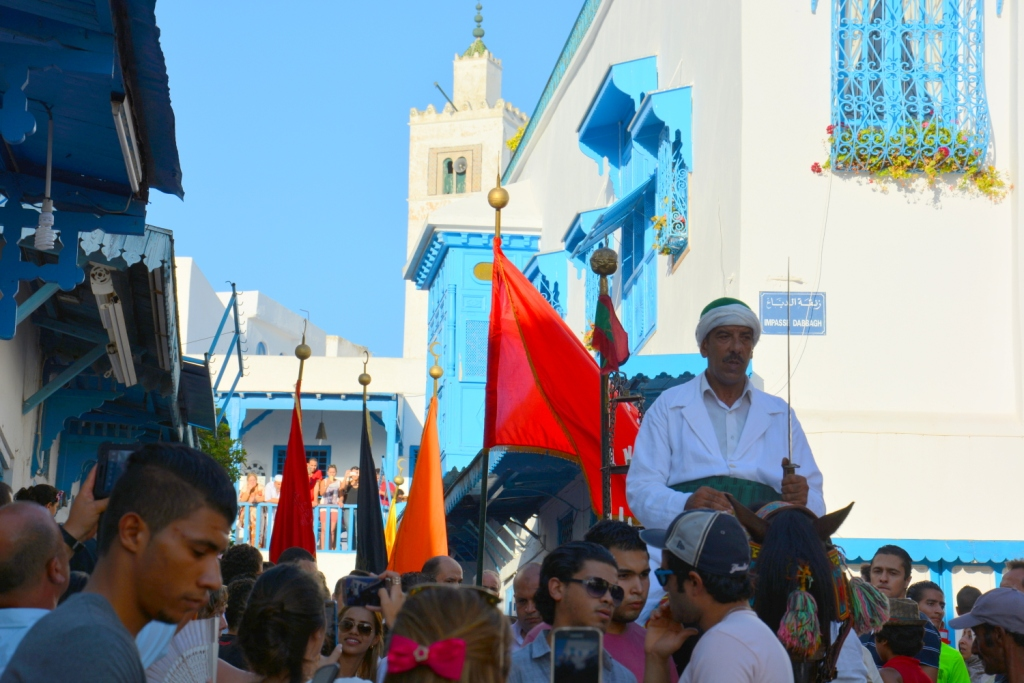
خرجة بسيدي بوسعيد 2015
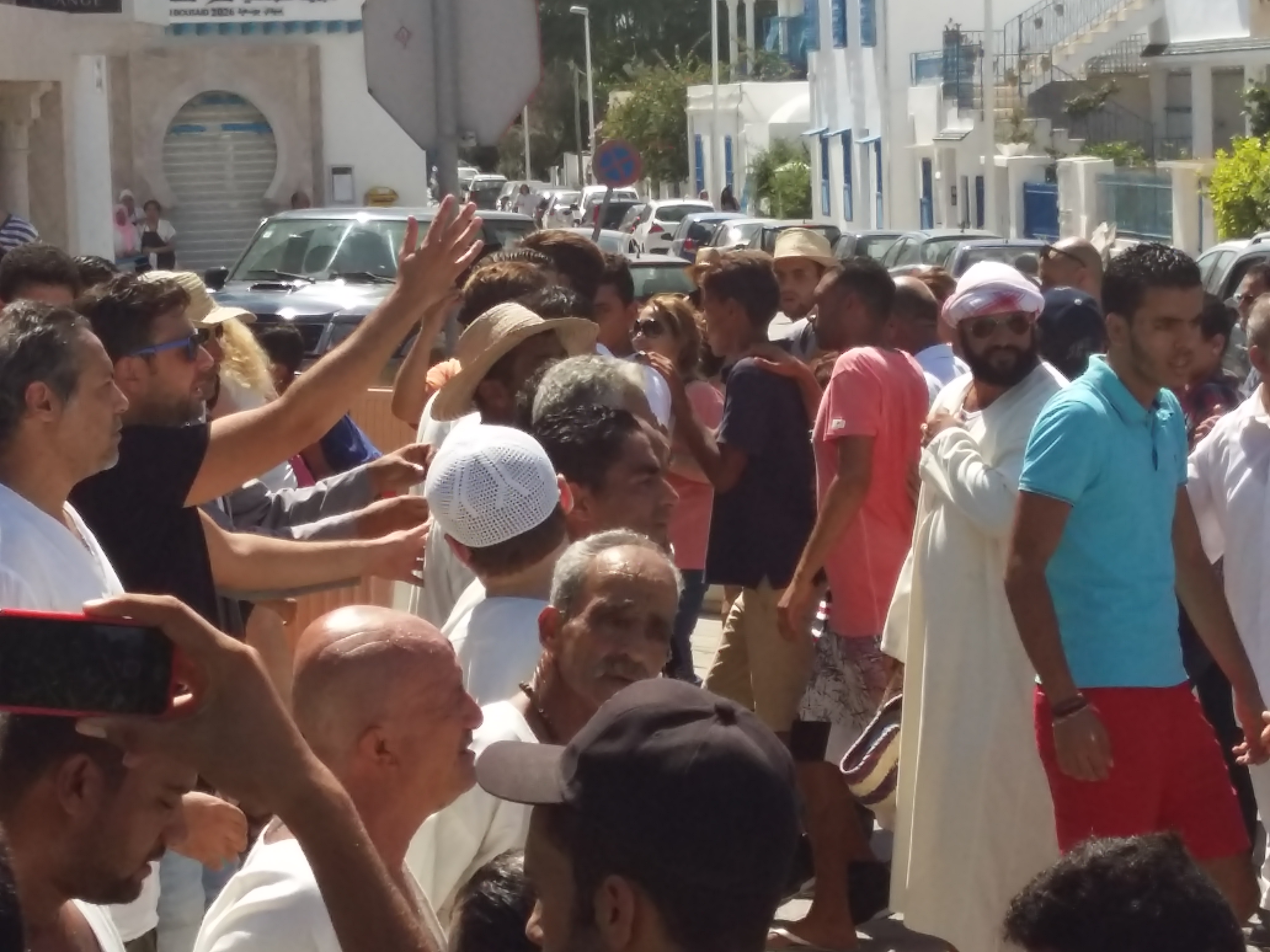
خرجة بسيدي بوسعيد 2015